# Effondrement d'une mine d'or au Tibesti
L’effondrement d'une mine d'or au Tibesti a eu lieu dans la nuit du 23 au 24 septembre 2019, à Kouri Bougoudi à l'extrême-nord du Tchad, provoquant la mort de plus de 50 personnes de différentes nationalités.
Dans cette partie du pays, depuis la découverte de gisements d'or il y a une dizaine d'années, le minerai est exploité de manière artisanale et illégale par des orpailleurs de plusieurs nationalités. De ce fait, la zone est le théâtre d'affrontements pouvant opposer des trafiquants, des contrebandiers, des rebelles tchadiens, des orpailleurs, ou encore des ethnies rivales, attirés par la présence d'or ; aussi le président du Tchad, Idriss Déby Itno, avait-il déclaré l'état d'urgence au mois d'août 2019 dans trois provinces de la zone, dont le Tibesti. 
Les accidents sont fréquents dans ces mines, qui opèrent de façon illégale et sans souci de la sécurité ; dans le cas présent, l'effondrement de la mine semblerait dû à un glissement de terrain.